# Priwokzalnyj (obwód swierdłowski)
Priwokzalnyj (ros. Привокзальный) – osiedle typu miejskiego w Rosji, w obwodzie swierdłowskim, w rejonie wierchoturskim. W 2010 liczyło 4035 mieszkańców.